# サンライト号

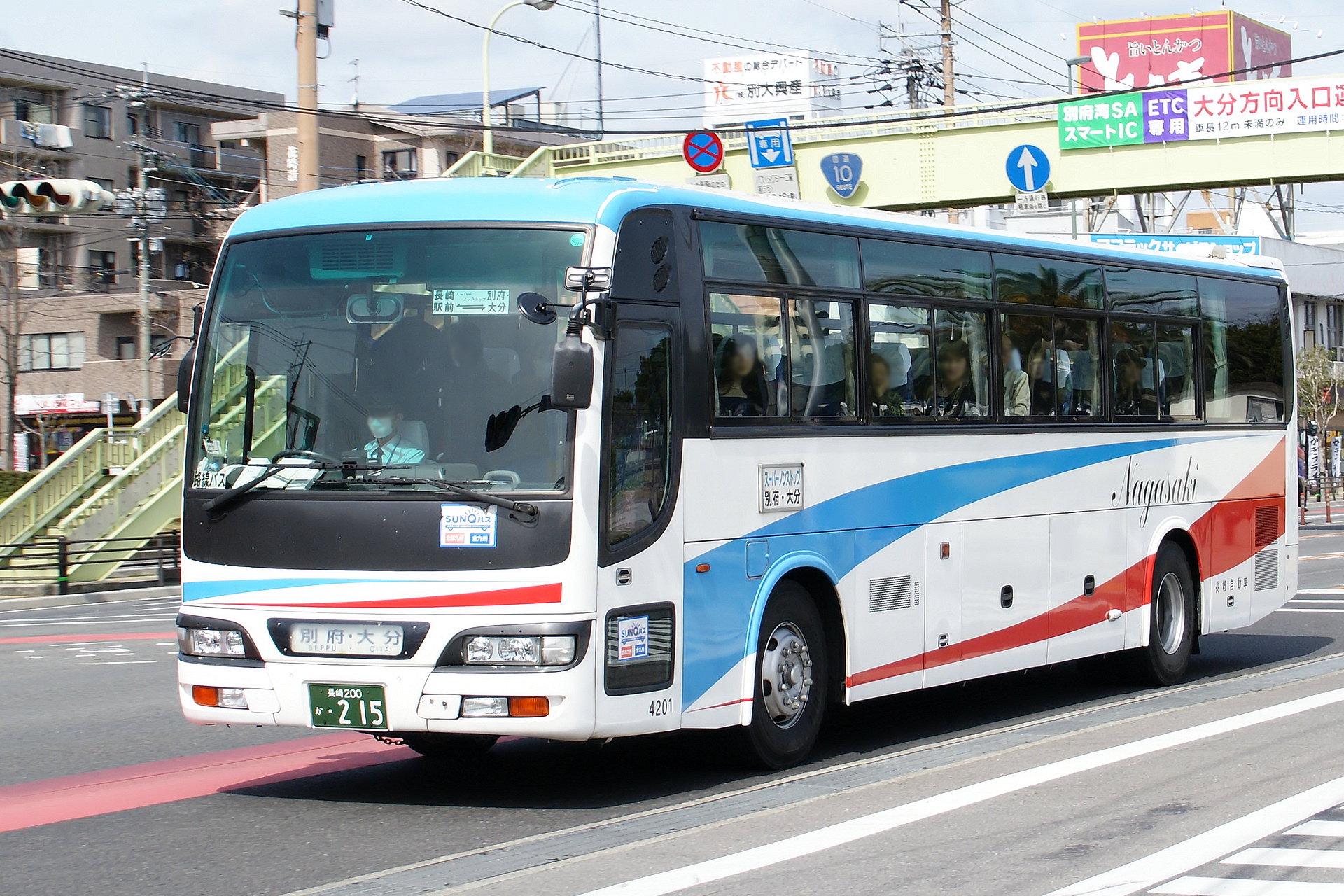
長崎自動車
この車はその後廃車となり現在は他社にて貸切車として使用

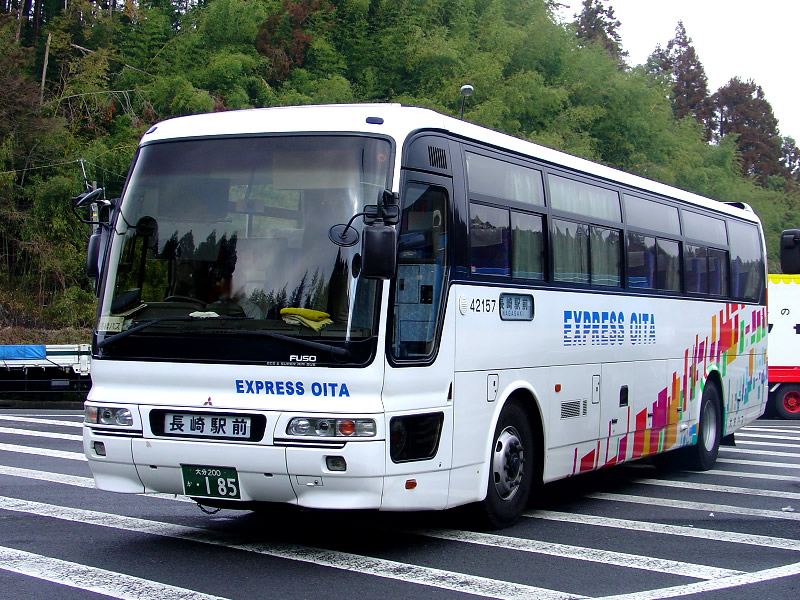
大分バス
（以前の車両）

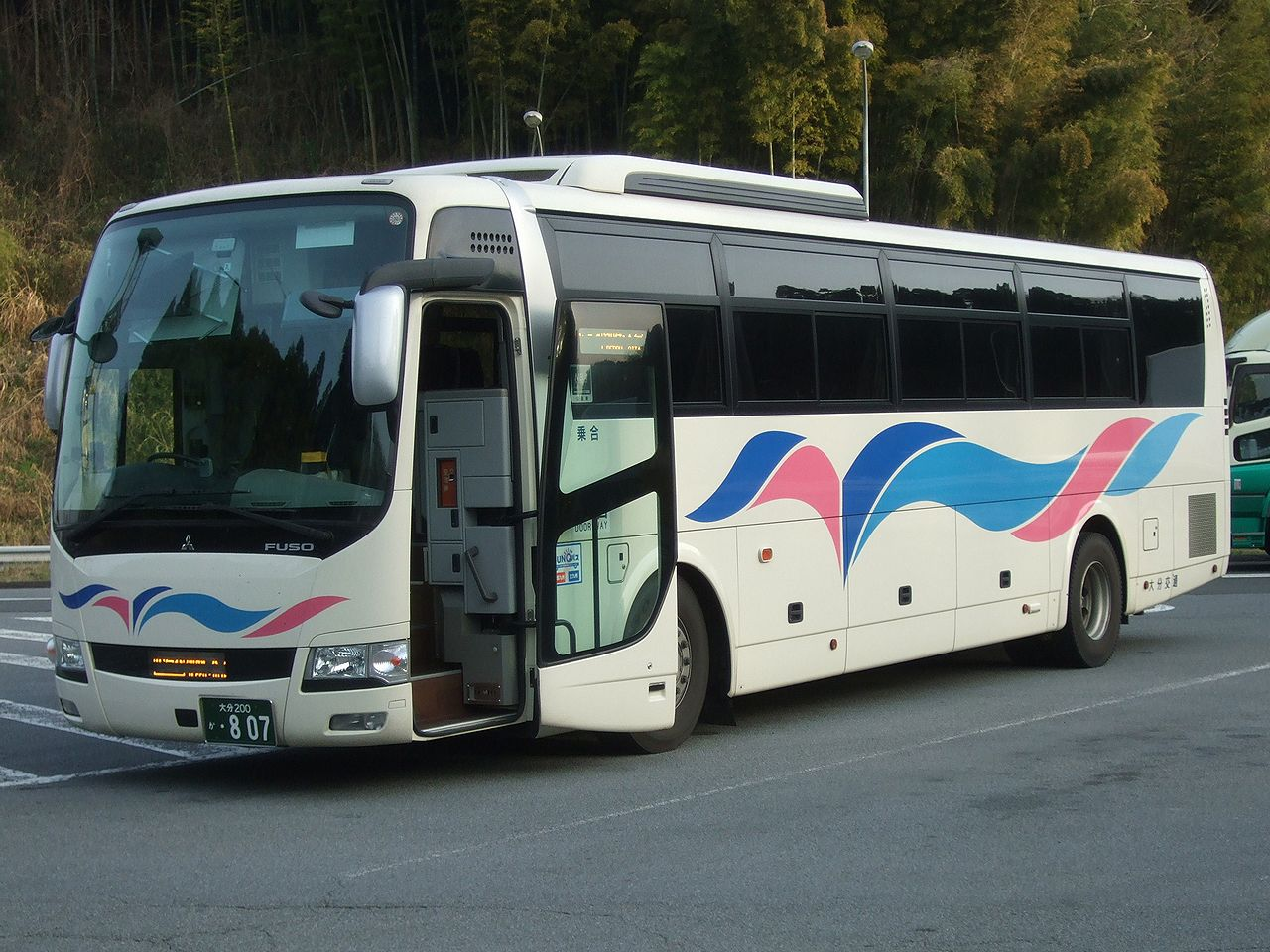
大分交通
同社運行の「とよのくに」と共通仕様である

サンライト号（サンライトごう）は、長崎県長崎市と大分県別府市・大分市を結ぶ高速バス路線である。

## 概要
とよのくに号（福岡 - 別府・大分）と同様、大分自動車道の全線開通を見据えて開設された路線である。それまで長崎と大分の間は熊本経由で一般道とフェリーを使った九州横断バス（片道利用のできる定期観光バス）が運行されていたが、本路線の開通などにより規模を縮小、長崎と大分の間は直通しなくなっている。
当路線は、長崎県交通局・長崎自動車・大分交通・大分バスの4社が共同運行している。運行開始当初は、中間の経由地を営業エリアとする亀の井バス・日田バス・西日本鉄道（西鉄）を含めた7社で運行していたが、西鉄は運行開始数年後に撤退し、亀の井・日田は2015年6月30日を以って運行から撤退した。また、かつては長崎市内から別府まで無停車（高速道路上の停留所には停まらない）で結ぶスーパーノンストップ便、長崎県内と大分県内間の主要停留所のみ停車するノンストップ便、経路上の佐賀・福岡県内を含む高速道路上の多くの停留所に停車しながら両都市を結ぶ各停便の3系統があり、系統によって担当会社が異なっていたが、2015年7月1日のダイヤ改正において全便停車地が統一された。この新ダイヤでは佐賀県内に停車しなくなるなど従来の各停便より停車地が大幅に削減されたが、ノンストップ便・スーパーノンストップ便よりは停車地が増加している。
大分市内における長崎側事業者の待機・休憩・整備は、長崎県交通局は大分交通大分営業所で、長崎自動車は大分バス金池ターミナルで行っている。逆に長崎市内における大分側事業者の待機・休憩・整備は、大分交通は長崎県交通局長崎営業所（本局）で、大分バスはココウォークバスセンター構内の駐車場で行っている。また、長崎自動車は窓口業務を行っておらず、運行から撤退した亀の井バスは窓口業務のみ引き続き取り扱っている。
座席は予約指定制。

## 沿革
- 1993年8月1日：長崎 - 別府・大分線としてサンライト号が開設される[1]。
- 1995年3月11日：大分自動車道日田IC - 玖珠IC間開通による経路変更およびダイヤ改正。
- 1996年3月29日：大分自動車道玖珠IC - 湯布院IC間開通による経路変更およびダイヤ改正。
- 2015年7月1日：ダイヤ改正により運行内容を大幅変更。
  - 従前の1日7往復14便から1日5往復10便に減便。
  - スーパーノンストップ便およびノンストップ便を廃止し、各停便の一部停留所（高速神埼・高速中原・高速鳥栖神辺・高速小郡大板井・高速天瀬高塚・高速由布岳・高速天間・高速別府湾APU・高崎山）が全便通過となって系統を統一。
  - 日田バスおよび亀の井バスが運行から撤退。これ以前に運行から撤退していた西日本鉄道を含めて西鉄グループがすべて運行を担当しなくなる。
- 2016年4月23日：熊本地震の影響で4月15日から運休していた運行を再開。但し、通常ルートと異なる迂回運行となる。
  - 大分道の通行止め区間である湯布院ICから別府ICの間は一般道迂回運行となる。別府北浜、鉄輪口には停車しない。また、迂回期間中は湯布院インターバス停において、大分行きの乗降バス停が、道の駅ゆふいん内へ変更。長崎行きの湯布院インターバス停の乗車場所は変更なし。なお、これらの停車地はいずれもその後、復旧工事の進捗により元に戻った。
- 2019年4月1日：「大分（トキハ前）」の停留所名を「大分（中央通り）」に全社統一。
- 2020年4月1日：途中休憩場所を萩尾PA10分から多久西PA・水分PA各15分休憩に変更。それにより所要時間も4時間17分に延びる。
- 2020年4月25日-5月31日：新型コロナウイルスの世界的感染拡大の影響による利用客減少を受け全便運休。
  - この後、一部便運行、全便運休を繰り返す。
- 2021年3月8日：通常ダイヤの5往復体制での運行を再開。
- 2021年4月1日：ダイヤ改正[2][3][4]。
  - 5→4往復に減便。各社1往復ずつの運行となる。
  - 杷木に停車しなくなる。

## 運行経路・停車停留所
太字は停車停留所。全便長崎駅前 - 松原間および鉄輪口 - 大分新川間のみの相互利用は不可。
長崎駅前（交通会館） - 昭和町 - （長崎バイパス） - 長崎多良見IC - （長崎自動車道） - 諫早IC - 大村木場 - 大村IC - 松原 - 鳥栖JCT - （大分自動車道） - 高速甘木 - 高速日田 - 玖珠IC - 湯布院IC  - 日出JCT - （東九州自動車道）- 別府IC - 鉄輪口 - 別府北浜 - 大分（中央通り） - 大分新川

### 備考
- 現在の「大分（中央通り）」停留所名に関して、大分バスにおいて同停留所の正式名称は2015年3月末まで「大分バス本社前」であったが、とよのくに号と同様、他事業者に合わせて当路線では同社も「大分（トキハ前）」の名称を用いていた。同年4月以降、大分バスのみ現在の名称が用いられるようになり、2019年4月1日以降全事業者共々「大分（中央通り）」に統一された。
- 現在、長崎自動車が運行する唯一の昼行高速バス路線であるが、長崎自動車では予約発券業務を行わず、同社が運行している夜行高速バスや空港連絡バスとは異なり、ココウォーク茂里町ターミナルや長崎新地ターミナルへは乗り入れない。また、同社はかつての「楽バス（現：@バスで（ハイウェイバスドットコム））」の運営母体である九州高速バス予約システム運営委員会に参加していなかったが、長崎自動車を除く当路線の運行他社はすべて加盟していたため、「楽バス」→「@バスで」での予約扱いとなる。
- 所要時間4時間17分（水分パーキングエリア・多久西パーキングエリアにおいて各15分間の途中休憩あり）
- かつて運行されていたスーパーノンストップ便（長崎自動車・大分バス担当）は昭和町 - 別府北浜間が無停車、ノンストップ便（長崎県営バス・大分交通・亀の井バス担当）は昭和町 - 別府北浜間が諫早IC・大村IC・湯布院ICのみ停車していた。
- 湯布院IC - 別府IC間は霧通行止めになることが多く、やまなみハイウェイ経由で迂回を行う。

## 運行会社・使用車両・車内設備
- 長崎県交通局　
  - 担当営業所：長崎営業所
  - 三菱ふそう エアロエースまたはいすゞ ガーラ（ジェイ・バス製造）を使用

- 長崎自動車　
  - 担当営業所：大橋営業所[注 2]
  - いすゞ ガーラ（ジェイ・バス製造）を使用

- 大分交通
  - 担当営業所：大分営業所(運転業務は別府営業所)
  - いすゞ ガーラ（ジェイ・バス製造）または三菱ふそう エアロエースを使用

- 大分バス
  - 担当営業所：大分中央営業所
  - 三菱ふそう エアロエースまたは日野 セレガ（ジェイ・バス製造）を使用

1日4往復。長崎発・大分発とも、午前中2便は出発地側の運行会社、午後2便は反対方向側の運行会社が各1便ずつ担当する。

### 車内設備
- ハイデッカー
  - 大分交通・大分バスは4列シート（ただし、車両都合時には時として3列（横2+1列）シートの車両が入る事もある）
  - 長崎バス・長崎県営バスは3列独立シート
- トイレ
- 毛布